# The Lady Anne
The Lady Anne est un cotre aurique conçu et construit par l'architecte naval écossais William Fife III en 1912.

Ce yacht classique est de classification 15M JI . 
Il porte l'immatriculation de cette catégorie D 10 sur sa grand-voile.

## Histoire
Ce yacht a été construit en 1912 sur le chantier naval de William Fife à Fairlie, au bord de la Firth of Clyde, en Écosse. Il a été réalisé pour George Coats de Glasgow. Il porte le numéro de construction 610.
Il a été vendu au milieu des années 1960. En 1999, il subit une restauration au chantier Fairlies Restauration. Une gaine en fibre de carbone est alors intégrée dans le grand mât et le bout-dehors. Cette modification est critiquée par les puristes qui pensent qu'aucun matériau moderne ne devrait être utilisé dans la restauration des yachts classiques. En 2011, il reçoit un nouveau grand mât sans fibre de carbone.
The Lady Anne est l'un des quatre derniers yachts classiques de 15-metre class (en) naviguant encore avec le Tuiga, Hispania (1909) et Mariska (1908), qui  participent aux diverses régates en Méditerranée.

## Caractéristiques techniques
La coque est en teck sur des cadres en acier, le pont en teck.
Le mât supporte une voile à corne portant le numéro D10 et un flèche (un grand ou un petit) ; la voilure d’avant est composée de deux focs, d’une trinquette et de spinnakers de différentes dimensions.